# Garoumélé

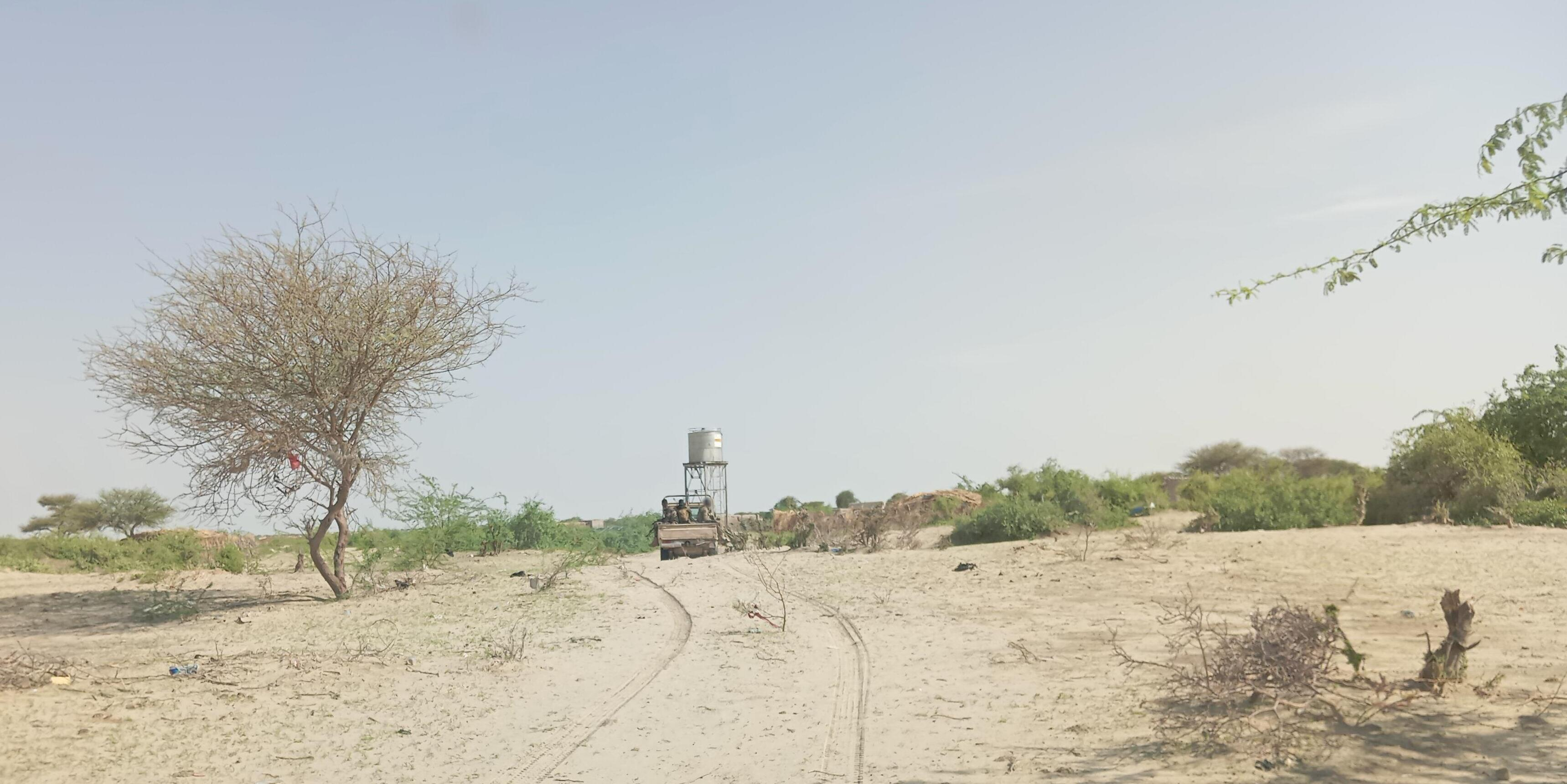
Landschaft bei Garoumélé (2024)

Garoumélé, auch Wudi, ist eine Wüstung in der Landgemeinde Kabléwa in Niger.

## Geographie

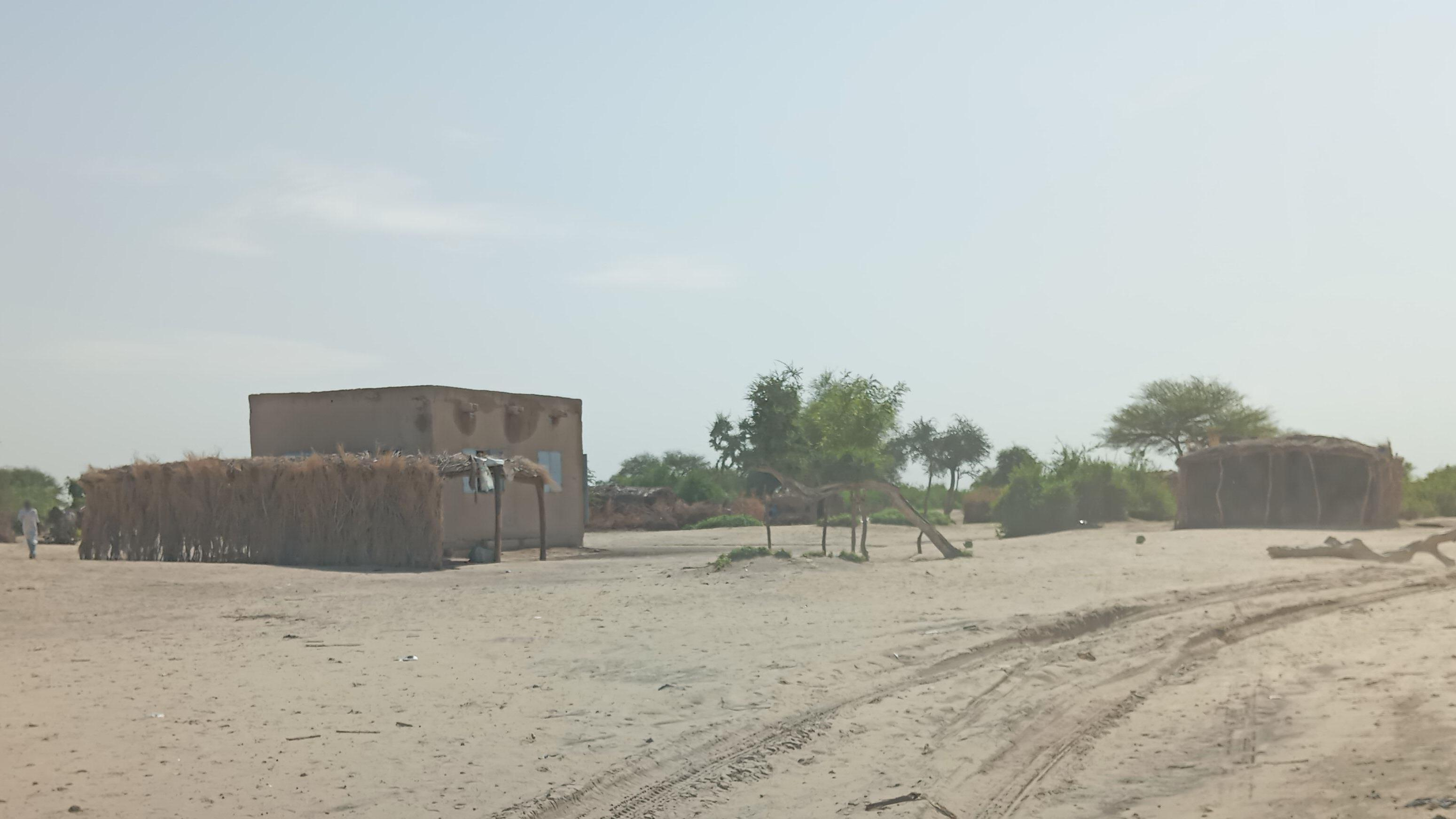
Moderne Häuser bei Garoumélé (2024)

Weitere Schreibweisen des Ortsnamens sind Garoumalé, Garou Mélé, Garouméllé und Garumele sowie Oudi, Udi, Wouddi, Woudi, Woodie und Wūdi.
Garoumélé liegt im schmalen Streifen zwischen der Wüste Tal und dem ehemaligen Ufer des geschrumpften Tschadsees. Bei der Wüstung befindet sich eine Kette kleiner Siedlungen entlang der Nationalstraße 1 (in Klammern die Einwohnerzahlen laut Volkszählung 2012): Oudi Arabe (846), Oudi Barkala (113), Oudi Garouméllé (351), Oudi Peulh (779), Oudi Radri (169) und Oudi Toubou (386).
Garoumélé ist Teil der 860.000 Hektar großen Important Bird Area des Graslands und der Feuchtgebiete von Diffa. Zu den in der Zone beobachteten Vogelarten zählen Arabientrappen, Beaudouin-Schlangenadler, Braunrücken-Goldsperlinge, Fuchsfalken, Nordafrikanische Lachtauben, Nubiertrappen, Prachtnachtschwalben, Purpurglanzstare, Rothalsfalken, Sperbergeier und Wüstenspechte als ständige Bewohner sowie Rötelfalken, Steppenweihen und Uferschnepfen als Wintergäste.

## Geschichte

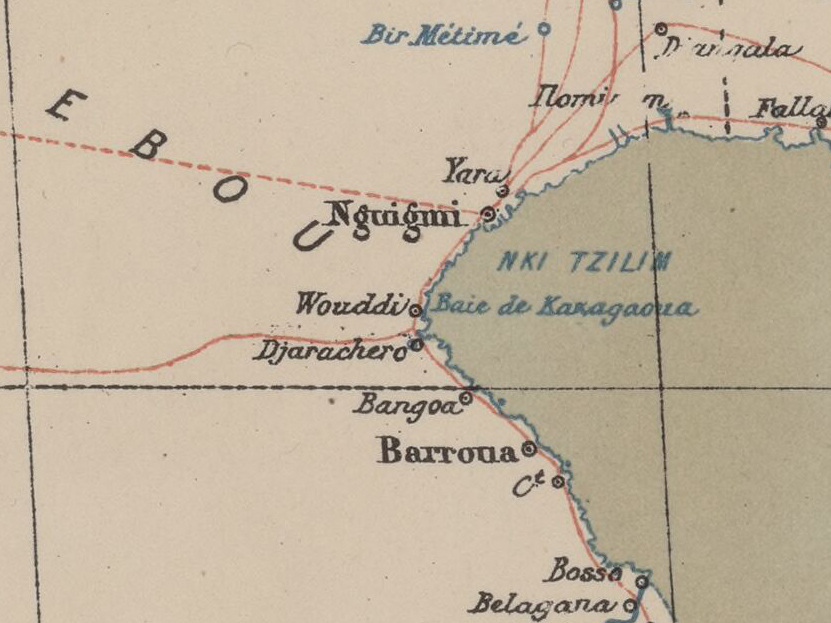
Ausschnitt einer Karte von 1903 mit Garoumélé (Wouddi) im Zentrum

Die Blütezeit der einstigen Siedlung datiert auf das Ende des 15. Jahrhunderts. Damals lebte der Überlieferung nach Maï Ali, genannt Ali Ghazi, der Herrscher des Reichs Bornu, mehrere Jahre lang in Garouméle. Er soll einen Lehmpalast errichten haben lassen, in dem 6000 Menschen lebten und der verlassen wurde, als der Herrscher der Siedlung wieder den Rücken kehrte.
Die britischen Afrikaforscher Hugh Clapperton, Dixon Denham und Walter Oudney besuchten Garoumélé im Februar 1823 im Zuge ihrer Sahara-Durchquerung. Sie beschrieben die Siedlung als einen von einem angesehenen Eunuchen geleiteten Hauptort, dessen wohlhabende, athletische Einwohner keiner Beschäftigung nachzugehen schienen. Im Ort fanden sie ein Gerichtsgebäude und ein Gebetshaus vor. Der deutsche Afrikaforscher Heinrich Barth, der im Mai 1855 in die Gegend kam, berichtete, dass Garoumélé 1838 von plündernden Tuareg angegriffen und daraufhin aufgegeben worden war. Die Lage des Orts war ihm zufolge durch ein paar Dattelpalmen erkennbar, was laut dem deutschen Afrikaforscher Gustav Nachtigal auch noch 1870 der Fall war. Der britische Reiseschriftsteller A. Henry Savage Landor fand im September 1906 in Garoumélé einen Brunnen mit frischem Wasser vor.
Die französischen Kolonialherren verwendeten Anfang des 20. Jahrhunderts Lehmziegel und weiteres Baumaterial aus der Ruinenstätte, um damit Verwaltungsgebäude wie die Präfektur in N’Guigmi zu errichten. Vor Ort sind in Garouméle noch die Mauerreste einer Zitadelle ersichtlich. Bei Ausgrabungen werden Tonscherben gefunden.